# Parachromagasteriella arctica
Parachromagasteriella arctica är en rundmaskart som beskrevs av Allgen 1953. Parachromagasteriella arctica ingår i släktet Parachromagasteriella och familjen Axonolaimidae. Inga underarter finns listade i Catalogue of Life.